# Infecció pel VIH i sida
La infecció pel virus de la immunodeficiència humana (infecció pel VIH) i la síndrome d'immunodeficiència adquirida (sida) és un espectre de malalties causades per la infecció amb el virus de la immunodeficiència humana (VIH). El VIH afecta el sistema immunològic fent que altres malalties entren al cos del malalt de la sida sense que puga defendre's. Després de la infecció inicial, una persona pot no notar cap símptoma o pot experimentar un breu període de malaltia similar a la grip. Típicament, això és seguit per un període prolongat sense símptomes. A mesura que la infecció progressa, interfereix més amb el sistema immunitari (produint una immunodeficiència per alteració de la immunitat cel·lular), llavors hi ha un augment del risc d'infeccions comunes com la tuberculosi, així com altres infeccions oportunistes i càncers que rarament afecten les persones amb sistemes immunitaris no afectats. Aquests símptomes tardans de la infecció se'ls coneix com la sida. Aquesta etapa sovint també s'associa amb la pèrdua de pes.
El VIH es propaga principalment per relacions sexuals sense protecció (principalment el sexe anal i incloent l'oral), transfusions de sang contaminada, compartir agulles hipodèrmiques contaminades (en la drogoaddicció per via endovenosa), i de mare a fill durant l'embaràs, part o la lactància. Alguns líquids corporals, com la saliva i les llàgrimes, no transmeten el VIH. Els mètodes de prevenció inclouen el sexe protegit, els programes d'intercanvi d'agulles, el tractament de les persones infectades, i la circumcisió. La transmissió al nadó sovint es pot evitar administrant tant a la mare com al nen medicació antiretroviral. No existeix una cura o vacuna aprovada; però, el tractament antiretroviral (TARV) pot alentir l'evolució de la malaltia i pot conduir a una esperança de vida gairebé normal. Es recomana el tractament tan aviat com es faci el diagnòstic. Sense tractament, el temps mitjà de supervivència després de la infecció és d'11 anys.
En les últimes tres dècades s'han provat més de 100 vacunes contra el VIH en persones, però només una vacuna ha demostrat certa protecció tot i que poc duradora.
El 2015 uns 36,7 milions de persones vivien amb el VIH i causant 1,1 milions de morts. La majoria dels infectats viuen a l'Àfrica subsahariana. Entre el seu descobriment (1981) i el 2014 la sida ha causat uns 39 milions de morts a tot el món. El dia 1 de desembre se celebra el Dia Mundial de la lluita contra la sida.

## Etiologia

Diagrama que representa el cicle replicatiu del virus del VIH

El VIH (Virus d'Immunodeficiència Humana), és la denominació acceptada internacionalment després de la unificació terminològica del virus LAV (de l'anglés Lymphadenophathy Associated Virus) i del virus HTLV-III (Human T-Cell Lymphotric Virus). El VIH és un virus ARN de la família dels retrovirus que conté tres gens principals i altres de secundaris i un enzim, la transcriptasa inversa, que pot codificar l'ARN del virus a l'interior de l'ADN de la cèl·lula infectada. El VIH prové, segurament, de mutacions d'un altre virus, el VIS (Virus d'Immunodeficiència Simiesca), que desencadenen malalties similars a la sida en la mona verda de l'Àfrica, probable lloc d'origen del VIH, des d'on s'ha estès a la resta del món.
Degut al seu peculiar sistema de replicació el VIH té un alt grau de variació genètica i, tenint en compte el grau d'homologia genòmica, se n'han descrit dos tipus principals, el VIH-1 i el VIH-2. Del primer hom n'ha descrit dos grups, el grup M (major o principal) amb deu subtipus, anomenats de la A a la J i diferents en el seu grau de transmissibilitat i patogenicitat, i el grup O (de l'anglès outlier, traduïble per 'forà', 'remot' o 'allunyat'). El VIH actua sobre els limfòcits T CD4+ (cooperadors/inductors) i modifica la regulació de la resposta immunològica normal. Els limfòcits T CD4+ són destruïts i s'inverteix el quocient limfocitari T4/T8, de manera que predominen els limfòcits T CD8+ (citotòxics/supressors).

## Clínica

### Evolució natural

Evolució típica de la malaltia

L'evolució de la infecció del VIH, sense tractament, consta de tres fases: 

#### Primoinfecció
Caracteritzada fonamentalment per una síndrome semblant a la mononucleosi o la grip que apareix 2-4 setmanes després de l'exposició, però també hi ha infectats que no tenen símptomes significatius. La durada dels símptomes varia, però és normalment una o dues setmanes.

#### Latència clínica
O estat de portador asimptomàtic del virus, en què l'afectat no pateix la malaltia, però sí que pot transmetre-la. Mentre que normalment hi ha pocs o cap símptoma en un primer moment, a prop del final d'aquesta etapa moltes persones experimenten febre, pèrdua de pes, problemes gastrointestinals i dolors musculars. Entre el 50 i el 70% de les persones també presenten limfadenopaties generalitzades persistents, de causa no evident, no doloroses i de més d'un grup de ganglis limfàtics (que no sigui a l'engonal) durant més de tres a sis mesos.
Tot i que la majoria d'individus infectats pel VIH-1 tenen una càrrega viral detectable i en absència de tractament amb el temps progressen a sida, una petita proporció (aproximadament un 5%) mantenen nivells alts de limfòcits T CD4+ sense tractament antiretroviral durant més de 5 anys. Aquests individus es classifiquen com a controladors del VIH o no progressors a llarg termini. Un altre grup es compon d'aquells que mantenen una càrrega viral baixa o indetectable sense tractament antiretroviral, coneguts com a «controladors d'elit» o «supressors d'elit». Representen aproximadament 1 de cada 300 persones infectades.

#### Síndrome d'immunodeficiència adquirida
La sida, que es defineix en termes de ja sigui un recompte de limfòcits T CD4+ per sota de 200 cèl·lules per µL o l'aparició de malalties específiques en associació amb una infecció per VIH.

### Sida
Els símptomes de la sida són principalment el resultat de trastorns que normalment no es desenvolupen en individus amb un sistema immunitari sa. La majoria d'aquestes malalties són infeccions causades per bacteris, virus, fongs i paràsits, que normalment són controlats pels elements del sistema immunitari que queden danyats pel VIH.
Les infeccions oportunistes són habituals en els malalts de sida. El VIH afecta gairebé tots els sistemes d'òrgans.
Els malalts de sida també corren un major risc de desenvolupar una sèrie de càncers, com el sarcoma de Kaposi, el càncer de cèrvix i càncers del sistema immunitari coneguts com a limfomes (com el limfoma de Burkitt).
A més, els pacients de sida solen tenir símptomes sistèmics d'infecció com ara febre, suors (especialment de nit), limfadenopaties, dolors musculars, astènia i pèrdua de pes. Les infeccions oportunistes específiques que desenvolupen els pacients de sida depenen parcialment en la prevalença d'aquestes infeccions a la zona geogràfica on viu el malalt.

#### Infeccions pulmonars
La pneumònia per Pneumocystis

Radiografia de pneumònia pneumocística. Hi ha més blanc (opacitat) a la part inferior dels dos pulmons, signe característic d'aquesta malaltia.

Causada pel Pneumocystis jirovecii és relativament rara en les persones sanes i immunocompetents, però comuna en els individus infectats amb VIH.
Abans de l'arribada d'un diagnòstic, un tractament i una profilaxi rutinària eficaços als països occidentals, era una causa de mort immediata comuna. Als països en vies de desenvolupament encara és un dels primers indicis de sida en els individus no analitzats, tot i que generalment no es dona a menys que el recompte de limfòcits CD4+ sigui de menys de 200 cèl·lules per µL de sang.
La tuberculosi (Tbc)
És única entre les infeccions associades amb el VIH, perquè és transmissible a gent immunocompetent per via respiratòria, és fàcil de tractar una vegada identificada, pot produir-se als estadis inicials de la malaltia per VIH, i es pot prevenir amb una teràpia farmacològica. Tanmateix, la resistència a múltiples medicaments és un problema potencialment greu.
Tot i que als països occidentals la seva incidència s'ha reduït gràcies a l'ús de teràpies directament observades i altres pràctiques millorades, però aquest no és el cas als països en vies desenvolupament on el VIH és més prevalent. A la fase inicial d'infecció per VIH (recompte de CD4+ de més de 300 cèl·lules per µL), la Tbc es presenta típicament com una malaltia pulmonar. A les fases avançades d'infecció, la Tbc sovint es presenta de forma atípica, sent les malalties extrapulmonars (sistèmiques) una característica comuna. Els símptomes solen ser constitucionals i no estan localitzats en un lloc en concret, i sovint afecten la medul·la òssia, els ossos, els tractes gastrointestinal i urinari, el fetge, ganglis limfàtics regionals i el sistema nerviós central.

#### Infeccions gastrointestinals
L'esofagitis
És una inflamació del revestiment de l'extrem inferior de l'esòfag (el tub que va de la boca a l'estómac). En els individus infectats per VIH, això es deu normalment a infeccions fúngiques (candidosi) o víriques (herpes simple 1). En casos rars, es pot deure a micobacteris.
La diarrea crònica infecciosa
Es pot deure a moltes causes possibles, incloent-hi infeccions bacterianes (Salmonella, Shigella, Listeria o Campylobacter) i parasitàries comunes, així com infeccions oportunistes rares com ara la criptosporidiosi, la microsporidiosi, el complex Mycobacterium avium (MAC) o virus, com astrovirus, adenovirus, rotavirus i citomegalovirus (aquest últim com a part de colitis).

#### Afectacions neurològiques i psiquiàtriques
La infecció per VIH pot provocar una sèrie de seqüeles neuropsiquiàtriques, o bé per infecció de l'ara vulnerable sistema nerviós per part d'organismes, o bé com a conseqüència directa de la mateixa malaltia.
La encefalitis per toxoplasma
És una encefalitis causada pel Toxoplasma gondii; és a dir una toxoplasmosi que afecta a l'encèfal.
La meningitis criptocòccica
És una meningitis ocasionada pel Cryptococcus neoformans, és a dir una criptococcosi que afecta a les meninges. Pot provocar febre, mal de cap, cansament, nàusees i vòmits. Els pacients també poden experimentar espasmes i confusió; si no es tracta, pot resultar mortal.
La leucoencefalopatia multifocal progressiva (LMP)
És una malaltia desmielinitzant causada per un virus anomenat poliomavirus JC. Aquest virus està present en un 70% de la població en forma latent, i només causa malaltia quan el sistema immunitari està molt afeblit, com és el cas dels pacients de sida. Progressa ràpidament, causant habitualment la mort en qüestió de mesos.
El complex de demència associat a la sida (CDAV)
És una encefalopatia metabolica causada per la infecció per VIH i alimentada per l'activació immunitària de macròfags i micròglies cerebrals infectades per VIH. Aquestes cèl·lules són infectades productivament pel VIH i secreten neurotoxines originàries tant de l'hoste com del virus. Les deficiències neurològiques específiques són manifestades per anormalitats cognitives, comportamentals i motrius que es produeixen després d'anys d'estar infectat per VIH, i estan associades amb un nivell baix de limfòcits T CD4+ T i una alta càrrega vírica en plasma.

#### Altres infeccions oportunistes
Els malalts de sida sovint desenvolupen infeccions oportunistes que es presenten amb símptomes no específics, especialment febre de baix grau i pèrdua de pes. Inclouen les infeccions per Mycobacterium avium-intracellulare i citomegalovirus (CMV). El CMV pot causar colitis, com s'ha dit més amunt, i la retinitis per citomegalovirus pot causar ceguesa.
La penicil·liosi deguda a Penicillium marneffei és actualment la tercera infecció oportunista més comuna (després de la tuberculosi extrapulmonar i la criptococcosi) en els individus VIH positius de l'àrea endèmica del sud-est asiàtic.

#### Càncers

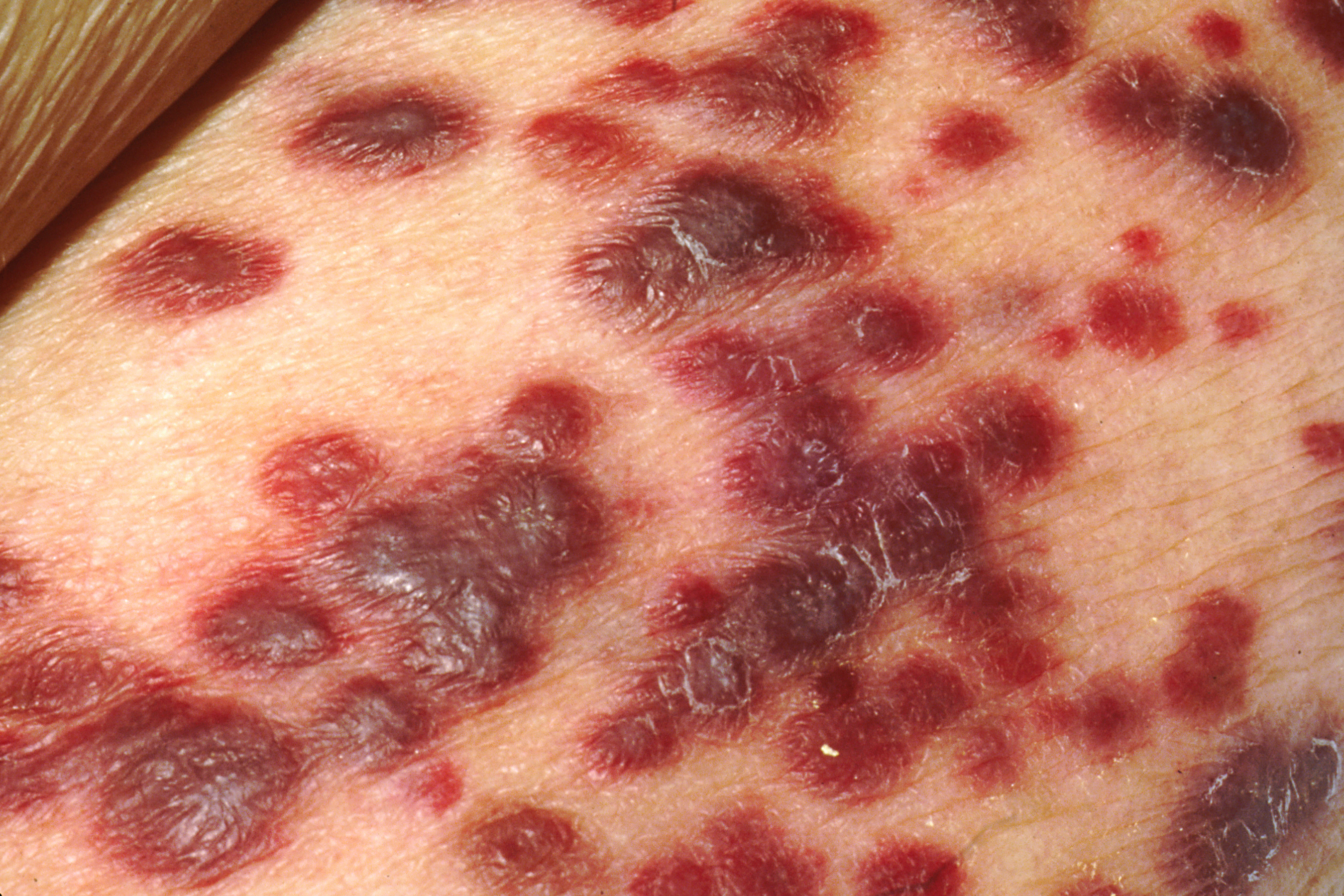
Sarcoma de Kaposi

Els pacients amb infecció per VIH tenen una incidència significativament superior de diversos tipus de càncer. Això és degut principalment a la coinfecció amb un virus d'ADN oncogen, especialment el virus d'Epstein-Barr (VEB), l'herpesvirus humà 8 i el papil·lomavirus humà (PVH).
El sarcoma de Kaposi és el més comú en els malalts de VIH. La seva aparició en homes homosexuals joves el 1981 fou un dels primers senyals de l'epidèmia de sida. És causat per un gammaherpesvirus anomenat herpesvirus humà 8, i sovint es presenta en forma de nòduls porpres a la pell, però pot afectar altres òrgans, especialment la boca, l'aparell digestiu i els pulmons.
Els limfomes de limfòcits B d'alt grau, com ara el limfoma de Burkitt, el limfoma semblant al de Burkitt, el limfoma difós de limfòcits B grans i el limfoma cerebral primari són més habituals en els pacients amb VIH. Aquests càncers particulars solen presentar una prognosi pessimista. En alguns casos, aquests limfomes determinen la sida. El virus d'Epstein Barr o l'herpesvirus humà 8 causen molts d'aquests limfomes.
Es considera que el càncer de coll uterí determina la sida en les dones infectades per VIH. És causat pel papil·lomavirus humà (PVH).
Hi ha un major risc de patir determinats altres tumors, com ara al limfoma de Hodgkin o càncer de pulmó, càncer de fetge i anal. Tanmateix, la incidència de molts tumors comuns, com ara el càncer de mama o el càncer de còlon, no augmenta en els pacients infectats per VIH.
A les àrees on s'utilitza extensivament la TARGA per tractar la sida, la incidència de moltes malignitats relacionades amb la sida ha disminuït, però al mateix temps els càncers malignes en general han esdevingut la causa de mort més habitual dels pacients infectats per VIH.

#### Altres
- La diarrea crònica no infecciosa: En alguns casos, la diarrea pot ser un efecte secundari d'alguns medicaments utilitzats per tractar el VIH, o simplement pot acompanyar la infecció per VIH, particularment durant la infecció primària. També pot ser un efecte secundari dels antibiòtics utilitzats per tractar les causes bacterianes de la diarrea (cosa habitual per Clostridium difficile). A les fases posteriors de la infecció per VIH, es creu que la diarrea reflecteix els canvis en la manera en què el tracte intestinal absorbeix els nutrients, i podria ser un component important de l'afebliment relacionat amb el VIH.[36]
- Lipodistròfia causada habitualment pel tractament antiretroviral, però també per la sida.
- La síndrome de reconstitució immunitària.

### Comorbiditats
Degut a una major supervivència dels pacients amb sida, al llarg dels anys hi ha hagut un augment de diferents comorbiditats, en part degut a l'envelliment d'aquesta població, de la mateixa malaltia, d'una major prevalença de tabaquisme (que la població general), de la presència d'hepatitis cròniques i del tractament antiretroviral.
Així hi ha una major prevalença de:
- Cirrosi hepàtica degut a hepatitis C crònica.
- Malaltia pulmonar obstructiva crònica degut al tabaquisme.
- Osteoporosi[40] i necrosi asèptica òssia.[41]
- Sarcopènia o envelliment prematur.
- Un major risc cardiovascular, sovint degut al tabaquisme, presència d'un colesterol HDL baix i uns triglicèrids alts.[42]

### Sida infantil
El sida infantil és una malaltia vírica que ataca al sistema immunitari. Es pot transmetre per la sang, la lactància i l'esperma.Fa al nen vulnerable de patir qualsevol malaltia. El contagi és directe de mare a fill durant l'embaràs, el part o la lactància.Tots els nadons amb mares malaltes de sida o seropositiu, quan neixen presenten anticossos VIH que reben de la mare a través de la placenta. Encara que, no tots els nens desenvolupen la malaltia. Les 3/4 parts dels nens que la desenvolupen perdran anticossos sida durant els dos primers anys de vida. 1/4 d'aquests nens seran portadors del virus, poden ser portadors i no desenvolupar la malaltia. Però són nens dèbils que de mica en mica el seu organisme es va debilitant.
Hi ha tractaments preventius per tal de prevenir la infecció perinatal per VIH (teràpia post-exposició amb antiretrovirals).

### Estadiatge
Els dos sistemes importants de classificació actualment en ús són:
Centres per al Control i Prevenció de Malalties (CDC)
| Nombre de limfòcits CD4/µL | Categories clíniques                  | Categories clíniques                | Categories clíniques |
| -------------------------- | ------------------------------------- | ----------------------------------- | -------------------- |
| Nombre de limfòcits CD4/µL | Asimptomàtic, i. aguda per VIH, o LGP | Condicions simptomàtiques, no A o C | Sida                 |
| ≥500                       | A1                                    | B1                                  | C1                   |
| 200-499                    | A2                                    | B2                                  | C2                   |
| <200                       | A3                                    | B3                                  | C3                   |
(LGP = limfadenopaties generalitzades persistents)
Organització Mundial de la Salut (OMS)
Que el divideix en:
| Estadi clínic | Símptomes associats al VIH |
| ------------- | -------------------------- |
| 1             | Cap                        |
| 2             | Lleus                      |
| 3             | Greus                      |
| 4             | Severs                     |

## Epidemiologia

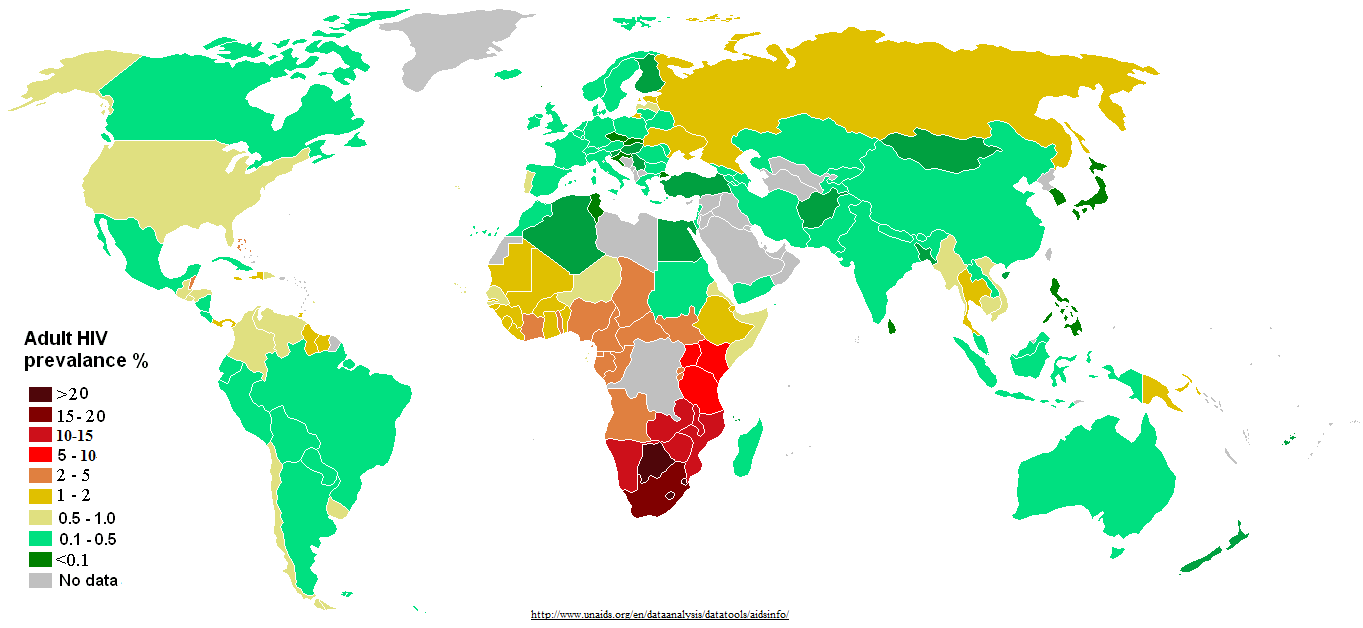
Percentatge d'adults infectats per VIH el 2018

Els primers casos de sida foren descrits a Los Angeles i a Nova York el 1981, i aquell mateix any moria a Catalunya el primer afectat per la síndrome. Des d'aleshores fins al juny del 1996 hom havia confirmat oficialment 1.300.000 casos acumulats en 193 països d'arreu del món, però l'OMS estima en uns 7,7 milions els casos reals, amb una gran incidència a l'Àfrica i el Sud-est asiàtic. A escala mundial, hom calculava en 24.000.000 els adults infectats i en 1.500.000 els nens arreu del món, i les infeccions diàries entorn de les 10.000.
Al final del 1996, a Catalunya hi havia 9.654 casos de sida acumulats (224 casos per milió d'habitants), a les Balears 1.118 casos (257 casos per milió d'habitants) i al País Valencià 3.189 (116 casos per milió d'habitants). Els Països Catalans tenien aquest any el 32% dels casos de sida acumulats de l'estat espanyol (43.218). Les Balears i Catalunya superaven àmpliament la mitjana estatal de casos per milió d'habitants (162,7). La incidència anual, inicialment en augment, el 1996 mostrava una certa tendència a l'estabilització. El contagi és sempre per via sanguínia directa (de sang infectada a sang del receptor) o indirecta (de semen o secrecions vaginals infectades a sang del receptor). Les pràctiques amb risc de contagi són l'ús de drogues per via parenteral (la més freqüent als Països Catalans), les relacions sexuals (amb un gran increment pel que fa a la incidència de les de caràcter heterosexual), la transmissió vertical (de mare infectada a fill durant l'embaràs, el part o la lactància) i, amb menor freqüència, les transfusions i els trasplantaments.
En un informe extens a Catalunya s'estimava que al 2013, 33.600 persones vivien amb el VIH de les quals, aproximadament, 8.000 no sabien que estaven infectades. La majoria de les persones vivint amb el VIH eren homes (79%) i la via de transmissió més comuna era la sexual (95%).
- El nombre de nous casos de VIH entre els homes que tenen sexe amb homes seguia augmentant, sent especialment alt en el grup d'immigrants (3,7/100 persones-any).
- El VIH continuava sent prevalent en els nous usuaris de drogues per via parenteral (UDVP) (16,7%) i en la població penitenciària (8,9%), en la qual malgrat observar-se una disminució durant els darrers anys, la proporció es mantenia entre les més altes d'Europa.
- A Catalunya el nombre de nous casos de VIH declarats per habitant era superior a la mitjana europea (11,1 i 5,7, respectivament) i un 42% es diagnosticaven tard, sent el retard diagnòstic especialment més alt en heterosexuals i en UDVP. El 37% dels casos corresponen a la franja de 30 a 39 anys.
- Les malalties indicadores de sida, per ordre de freqüència i de més a menys, han estat: la pneumònia per Pneumocystis, el sarcoma de Kaposi, la tuberculosi, la candidosi esofàgica i la toxoplasmosi cerebral.

## Diagnòstic
La majoria de les persones infectades amb VIH desenvolupen anticossos específics (és a dir seroconversió) dins de tres a dotze setmanes de la infecció inicial, aquests anticossos es poden detectar mitjançant diferents proves.
Els casos de sida es diagnostiquen quan el pacient presenta una malaltia indicativa d'una deficiència subjacent de la immunitat cel·lular sense que hi hagi cap altra causa que la justifiqui a més del VIH (diagnòstic per exclusió). Les malalties que pateixen més sovint els afectats per la síndrome són, en l'entorn europeu, la tuberculosi, la pneumònia per Pneumocystis, la toxoplasmosi cerebral, les diarrees (sobretot per Cryptosporidium spp), la corioretinitis per citomegalovirus, la infecció disseminada per micobacteris atípics i càncers com el sarcoma de Kaposi i els limfomes.

## Pronòstic
El pronòstic de la sida és greu: la mortalitat acumulada era del 75% als dos anys, però d'ençà del 1996 aquesta xifra ha minvat arran de l'aparició de tractaments que retarden la progressió de la malaltia.

## Prevenció
| Risc estimat d'adquisició del VIH segons el tipus d'exposició | Risc estimat d'adquisició del VIH segons el tipus d'exposició                | Risc estimat d'adquisició del VIH segons el tipus d'exposició | Risc estimat d'adquisició del VIH segons el tipus d'exposició | Risc estimat d'adquisició del VIH segons el tipus d'exposició |
| ------------------------------------------------------------- | ---------------------------------------------------------------------------- | ------------------------------------------------------------- | ------------------------------------------------------------- | ------------------------------------------------------------- |
| Tipus d'exposició                                             | Nombre estimat d'infeccions per cada 10.000 exposicions a una font infectada |                                                               |                                                               |                                                               |
| Transfusió de sang                                            | 9,000                                                                        |                                                               |                                                               |                                                               |
| Part                                                          | 2,500                                                                        |                                                               |                                                               |                                                               |
| Injecció de droga                                             | 67                                                                           |                                                               |                                                               |                                                               |
| Coit anal receptiu *                                          | 50                                                                           |                                                               |                                                               |                                                               |
| Agulla de laboratori percutània                               | 30                                                                           |                                                               |                                                               |                                                               |
| Coit vaginal receptiu *                                       | 10                                                                           |                                                               |                                                               |                                                               |
| Coit anal insertiu *                                          | 6.5                                                                          |                                                               |                                                               |                                                               |
| Coit vaginal insertiu *                                       | 5                                                                            |                                                               |                                                               |                                                               |
| Fel·lació receptiva*                                          | 1                                                                            |                                                               |                                                               |                                                               |
| Fel·lació insertiva*                                          | 0.5                                                                          |                                                               |                                                               |                                                               |
| * sense ús de preservatiu                                     |                                                                              |                                                               |                                                               |                                                               |

### Protecció
El virus de la sida, al contrari d'altres virus, és relativament poc resistent a l'exterior dels cos, de tal manera que a la pràctica només la sang, l'esperma, les secrecions vaginals o la llet materna són realment susceptibles de contenir-lo i, per tant poden transmetre'l. No sembla pas que hi hagi hagut casos de transmissió per altres humors, com llàgrimes, suor, saliva, tos, picades d'insectes, etc.
Per evitar el contagi del VIH, s'aconsella:
- En cas de relació sexual, la practica de sexe protegit (amb l'ús del preservatiu); la circumcisió previndria les lesions al prepuci, més fràgil.
- Darrerament s'ha proposat la profilaxi preexposició en relacions sexuals d'alt risc (homosexuals homes).[56]
- Programes d'intercanvi de xeringues en consumidors de drogues per via parenteral, per no compartir material de venopunció.
- En mares infectades: en funció del grau de control de la càrrega viral potser caldrà que el part sigui per cesària i sempre evitar l'alletament matern.[57]
- Utilització de material estèril i/o d'un sol ús; per exemple en la realització de tatuatges, inserció de pírcings o agulles d'acupuntura, alguns procediments sanitaris (quirúrgics, puncions).
- Protecció a l'exposició en els professionals de la salut davant de qualsevol pacient (ja que no tots els portadors del VIH -i altres- són coneguts), mitjançant (segons en quins procediments) l'ús de guants, protecció amb ulleres.

### Detecció
Per evitar la propagació s'aconsella la detecció de portadors asimptomàtics, mitjançant la determinació dels tests del VIH:
- Parelles sexuals de persones infectades pel VIH
- Usuaris de drogues per via parenteral i les seves parelles sexuals
- Homes que fan sexe amb homes i les seves parelles sexuals
- Persones que exerceixen la prostitució, les seves parelles sexuals i els seus clients
- Persones que han patit una agressió sexual
- Persones procedents de països amb alta prevalença del VIH
- Dones embarassades o que volen tenir un fill
- Persones que han contret una (altra) malaltia de transmissió sexual

A Catalunya, com en altres països del món, és obligatòria la pràctica de proves serològiques en els casos de donació i de transfusió de sang, de plasma i de qualsevol hemoderivat i en la donació d'òrgans per a trasplantaments.

### Profilaxi postexposició
Després d'una possibilitat de contagi, s'ha de valorar el grau de risc i en funció d'aquest risc es prescriu un tractament antiretoviral (tenint en compte els possibles efectes adversos del tractament). Usualment s'utilitza una teràpia triple amb tenofovir, emtricitabina i raltegravir durant 4 setmanes.

### Tractament
El tractament de les persones infectades, en disminuir la càrrega viral del VIH, disminuirà la possibilitat de transmissió, principalment, en la pràctica de sexe de no protegit.

## Tractament
El tractament es basa en fàrmacs antiretrovirals (ARV). El primer disponible va ser l'AZT o zidovudina, un fàrmac desenvolupat primerament per a tractar les infeccions per la grip, però que ara ja no s'utilitza. D'ençà el 1997 s'han anat incorporant diversos grups de medicaments antiretrovirals. Actualment la Teràpia Antiretroviral (TARV) es basa en la combinació de diversos d'aquests fàrmacs en el que s'anomena la Teràpia Antiretroviral de Gran Activitat (TARGA). Aquests tractaments no fan desaparèixer la infecció, sinó que mantenen els nivells virals per sota d'un llindar en què no hi ha manifestacions clíniques de sida.
També és molt important insistir en l'abandonament del tabaquisme, ja que actualment causa més morts que la sida en la població infectada pel VIH.
La gran variabilitat genètica del virus dificulta enormement l'obtenció, no assolida, d'una vacuna eficaç. Fins ara tots el intents han estat poc eficaços. Hi ha però esperança d'assolir una vacuna amb l'estudi del vaccí Mosaic.